# Nationale 1 1978-1979
La Nationale 1 1978-1979 è stata la 57ª edizione del massimo campionato francese di pallacanestro maschile. La vittoria finale è stata ad appannaggio del SCM Le Mans.

## Risultati

### Stagione regolare
|     | Squadra           | G  | V  | N | P  | PF   | PS   | P.ti | Qualificazione                    |
| --- | ----------------- | -- | -- | - | -- | ---- | ---- | ---- | --------------------------------- |
| 1.  | SCM Le Mans       | 26 | 22 | 1 | 3  | 2402 | 2124 | 71   |                                   |
| 2.  | Caen              | 26 | 22 | 0 | 4  | 2601 | 2131 | 70   |                                   |
| 3.  | ASVEL             | 26 | 21 | 0 | 5  | 2510 | 2151 | 68   |                                   |
| 4.  | ASPO Tours        | 26 | 15 | 1 | 10 | 2503 | 2343 | 57   |                                   |
| 5.  | Olympique Antibes | 26 | 15 | 1 | 10 | 2204 | 2068 | 57   |                                   |
| 6.  | Orthez            | 26 | 14 | 0 | 12 | 2260 | 2230 | 54   |                                   |
| 7.  | Monaco            | 26 | 12 | 1 | 13 | 2395 | 2371 | 51   |                                   |
| 8.  | Mulhouse          | 26 | 12 | 0 | 14 | 2397 | 2444 | 50   |                                   |
| 9.  | Berck BC          | 26 | 11 | 0 | 15 | 2221 | 2397 | 48   |                                   |
| 10. | CSP Limoges       | 26 | 10 | 0 | 16 | 2398 | 2558 | 46   |                                   |
| 11. | Nizza             | 26 | 10 | 0 | 16 | 2362 | 2454 | 46   | spareggi promozione/retrocessione |
| 12. | Challans          | 26 | 7  | 0 | 19 | 2203 | 2439 | 40   | spareggi promozione/retrocessione |
| 13. | Clermont-Ferrand  | 26 | 5  | 0 | 21 | 2220 | 2685 | 36   | retrocesse in Nationale 2         |
| 14. | Avignone          | 26 | 4  | 0 | 22 | 2261 | 2542 | 34   | retrocesse in Nationale 2         |

### Spareggi promozione/retrocessione
|    | Squadra  | G | V | N | P | PF  | PS  | P.ti | Qualificazione           |
| -- | -------- | - | - | - | - | --- | --- | ---- | ------------------------ |
| 1. | Vichy    | 3 | 2 | 0 | 1 | 257 | 254 | 5    |                          |
| 2. | Nizza    | 3 | 2 | 0 | 1 | 293 | 277 | 5    |                          |
| 3. | Challans | 3 | 2 | 0 | 1 | 260 | 260 | 5    | in Nationale 2 1979-1980 |
| 4  | Orléans  | 3 | 0 | 0 | 3 | 235 | 254 | 3    | in Nationale 2 1979-1980 |

| Nationale 1 1978-1979 |
| --------------------- |
| SCM Le Mans 2º titolo |

## Formazione vincitrice
| N° | Naz.                   | Ruolo | Sportivo        |  | Alt. |  |
| -- | ---------------------- | ----- | --------------- |  | ---- |  |
|    | Francia (bandiera)     | G     | Hervé Dubuisson |  | 196  |  |
|    | Francia (bandiera)     | AP    | Éric Beugnot    |  | 200  |  |
|    | Francia (bandiera)     | P     | Gregor Beugnot  |  | 187  |  |
|    | Francia (bandiera)     | AG    | Jacky Lamothe   |  | 202  |  |
|    | Stati Uniti (bandiera) | AP    | Bill Cain       |  | 198  |  |
|    | Francia (bandiera)     | P     | Claude Peter    |  | 190  |  |
|    | Francia (bandiera)     | AG    | Claude Gasnal   |  | 203  |  |